# La Spirale (Buffy)
Pour les articles homonymes, voir La Spirale.
La Spirale est le 20e épisode de la saison 5 de la série télévisée Buffy contre les vampires.

## Résumé
Tara, qui a perdu la raison, permet à Gloria de comprendre que Dawn est la Clé. Buffy s'enfuit rapidement avec sa sœur cadette, mais la déesse les rattrape. Heureusement pour elles, leur ennemie se fait heurter de plein fouet par un camion. Buffy réunit en urgence tout le groupe chez Alex et Anya et les persuade qu'il faut fuir le plus loin possible de Sunnydale. Elle contacte Spike qui leur fournit un camping-car et annonce au reste du Scooby-gang que le vampire est désormais des leurs, malgré les réticences de Giles et de son meilleur ami. Pendant ce temps, Ben essaye de mettre au point un plan avec un des suppôts de Gloria pour mettre fin à sa double personnalité. Le sbire lui suggère de tuer la clé, mais le jeune homme refuse à tout prix de sacrifier un innocent.
Alors qu'ils fuient dans le désert, Buffy et ses amis sont pris en chasse par les Chevaliers de Byzantium. Au cours du combat, Giles, qui est au volant, est gravement blessé par une lance et le camping-car se renverse. La Tueuse est éjectée du toit du véhicule, le groupe se réfugie dans une station-service abandonnée et Willow érige une puissante barrière protectrice tout autour. Buffy capture le général des chevaliers de Byzantium. Celui-ci lui révèle que Gloria veut utiliser le sang de Dawn afin d'ouvrir un portail pour regagner sa dimension, ce qui provoquera l'Apocalypse sur Terre. Il lui apprend aussi que le déesse partage son corps avec celui d'un mortel et que le tuer la tuera aussi. 
Buffy conclut une trêve avec les chevaliers pour permettre à Ben, à qui elle a demandé son aide, de venir soigner Giles. Ben réussit à stabiliser son état, mais il se transforme soudainement en Gloria qui tue le général et s'empare de Dawn par la force. La déesse massacre ensuite tous les chevaliers à l'extérieur de la barrière en quelques secondes et disparaît avec Dawn alors que Buffy, désespérée par l'enlèvement de sa sœur, tombe dans un état catatonique.

## Statut particulier
Dans cet épisode, Gloria s'empare de Dawn. Pour Noel Murray, du site The A.V. Club, le début de l'épisode est « ennuyeux » mais il devient très intense à partir de la « palpitante » course-poursuite avec les chevaliers de Byzantium avec en plus la bonne idée du scénariste que ce soit Buffy elle-même qui amène par mégarde Gloria à les retrouver. Les rédacteurs de la BBC sont divisés sur cet épisode entre ceux qui pensent que c'est un bon épisode d'action / aventure qui « renverse intelligemment la structure dramatique habituelle » avec le grand combat précédant une situation de siège, et ceux qui évoquent une fin de saison trop précipitée et des opportunités gâchées de tirer un meilleur parti des chevaliers de Byzantium et de Ben. Mikelangelo Marinaro, du site Critically Touched, lui donne la note de B-, évoquant un épisode moyen avec comme côté positif des scènes « subtiles de relations entre les personnages » et des scènes d'action « plutôt agréables » et du côté négatif les chevaliers de Byzantium « unidimensionnels et totalement crétins » et des problèmes de vraisemblance pour toute l'intrigue ayant un rapport avec eux.

## Distribution

### Acteurs et actrices crédités au générique
- Sarah Michelle Gellar : Buffy Summers
- Nicholas Brendon : Alexander Harris
- Alyson Hannigan : Willow Rosenberg
- Emma Caulfield : Anya Jenkins
- Michelle Trachtenberg : Dawn Summers
- James Marsters : Spike
- Anthony Stewart Head : Rupert Giles

### Acteurs et actrices crédités en début d'épisode
- Clare Kramer : Gloria
- Charlie Weber : Ben
- Wade Williams : général Gregor
- Karim Prince : Dante
- Amber Benson : Tara Maclay